# 스톤에이지 (애니메이션)
《스톤에이지: 전설의 펫을 찾아서》는 넷마블게임즈의 모바일 게임 스톤에이지를 바탕으로 제작한 애니메이션이며 2017년 5월 2일에 특별 방송을 내보냈으며, 같은 해 7월 12일부터 10월 25일까지 1부가 KBS 2TV에서 방영했다. 2부는 2018년 1월 24일부터 5월 2일까지 방영했다.

## 방송 일시
| 방송 채널 | 방송일                      | 방송 시간 |
| --------- | --------------------------- | --------- |
| KBS 2TV   | 2017년 5월 2일              | 종료      |
| KBS 2TV   | 2017년 7월 12일 ~ 10월 25일 | 종료      |
| KBS 2TV   | 2018년 1월 24일 ~ 5월 2일   | 종료      |

## 목소리 출연
- 김율: 우디, 지나
- 김현지: 모가, 사라, 오투투, 쿠보, 누보
- 엄상현: 러신 박사, 찬, 고르돈, 우바, 카우거, 프테쿠스
- 정선혜: 엘리아, 포비, 카쿠, 점술가, 북이
- 신용우: 밥, 가비, 토비, 도라비스, 모가로스, 촌장, 무이, 쟈쟈코
- 남도형: 카일, 데스티, 얀기로, 정령왕
- 김은아: 루시, 쿠쿠르
- 홍진욱: 아고아, 루시의 아버지, 베르가, 브라키토스

## 스태프[1]
- 책임 프로듀서: 이경묵,  이우진
- 프로듀서: 이순주 (공병필, 이아름새미나, 이진아 기획) (정형철, 고종현, 채보경, 김한별 제작)
- 기획: 권영식, 최종일
- 원작: 넷마블게임즈 게임 스톤에이지
- 감독: 김길태
- 제작 총괄: 신창환
- 제작 관리: 황정석, 정순주
- CG 수퍼바이저: 김종환
- 시나리오: 공병필, 도경민, 임태운, 원종익, 금교희, 한지형, 이아름새미나, 이진아
- 연출: 허찬, 신동진
- 스토리보드: 이의국, 아트플러스엠, 고세윤, 레드독컬쳐하우스, 박성은, 김현욱
- 아트 디렉터: 김진선, 신동진, 김민정
- 캐릭터/배경 디자인: 전수민, 최성원, 이상혁 (드로잉브라더스), 포켓메모리
- 매트 페인팅: 문범주
- 모델링 팀장: 홍수원
- 모델링 선임: 이제중
- 모델링/맵핑: 신씨얼, 염규상, 고훈, 민경섭, 서순철, 남현욱
- 라이팅 팀장: 이재욱
- 라이팅/합성: 김상이, 김경일
- 이펙트: 윤희진, 최윤재
- 애니메이션 팀장: 이대원
- 애니메이터: 박상현, 최성규, 임선영, 윤종순, 김유미, 윤지희, 서경훈, 박민정, 정은희, 김혜민, 최원진, 장진영, 신효철, 정연광
- 테크니컬 디렉터: 김희성
- 애니메이션 셋업: 최준호, 정지훈, 박지호
- 애니메이션 제작책임: 스튜디오게일
- 행정: 이준혁, 이민주, 봉선화, 백아름
- 시스템 관리: 박영신
- 애니메이션 외부제작: 웨스토, 아가비쥬얼, VI&G, 빅피쉬, 긱스소프트, 욘트빌스튜디오
- 음악: 신승준, 김원아 (Since Music)
- 음향: 김지희, 김수경
- 녹음 / 믹싱: 강희중, 부유정 (POPES)
- 오프닝/엔딩 작곡: 신승준
- 오프닝/엔딩 작사: 공병필
- 오프닝 노래: TULA
- 엔딩 노래: 유지예
- 믹싱&마스터링: 박문수 (라우드벨 스튜디오)
- 원작 감수: 윤혜영, 정유미, 이상돈, 연우리
- 마케팅: 정희은
- 편집감독: 정혜원
- 컴퓨터그래픽: 황은서
- 기획: KBS
- 제작: netmarble Games, ICONIX

## 방영 목록 및 시청률
| 회차       | 제목                                  | 방송 일자        | 전국 시청률(증감치) |
| ---------- | ------------------------------------- | ---------------- | ------------------- |
| 특선       | 스톤에이지: 전설의 펫을 찾아서        | 2017년 5월 2일   | 0.2%                |
| 1회        | 찾아라! 나의 첫 번째 펫 조련사의 자질 | 2017년 7월 12일  | 미집계              |
| 2회        | 스톤리더를 얻어라 카키가 수상해       | 2017년 7월 26일  | 미집계              |
| 3회        | 조련사의 첫 임무 신비한 소녀 루시     | 2017년 8월 2일   | 0.3%                |
| 4회        | 쿠쿠르를 놀리지 마 위장의 명수 오투투 | 2017년 8월 9일   | 0.2%                |
| 5회        | 세상을 구할 소년 주먹 왕 아고아       | 2017년 8월 16일  | 0.1%                |
| 6회        | 북이는 어디에 초원의 무법자 얀기로    | 2017년 8월 23일  | 0.2%                |
| 7회        | 무이는 잠꾸러기 영혼의 단짝 찬과 밥   | 2017년 8월 30일  | 0.2%                |
| 8회        | 우디의 조련사 수업 우바와 벨푸        | 2017년 9월 6일   | 0.2%                |
| 9회        | 유령의 정체 나 다시 돌아갈래          | 2017년 9월 13일  | 0.3%                |
| 10회       | 사랑에 빠진 두리 내 사과를 받아줘     | 2017년 9월 27일  | 0.2%                |
| 11회       | 모험을 꿈꾸는 맘보 우디의 시련        | 2017년 10월 11일 | 0.1%                |
| 12회       | 여정의 시작 샌디쟈드랑 놀아줘         | 2017년 10월 18일 | 0.4%                |
| 13회       | 수상한 길잡이 사라 모나시프의 주술    | 2017년 10월 25일 | 0.2%                |
| 14회       | 카탄의 치유사 위기의 카탄 마을        | 2018년 1월 24일  | 0.4%                |
| 15회       | 카탄 마을을 지켜라                    | 2018년 1월 31일  | 1.0%                |
| 16회       | 최고의 조련사는 나야 나 투기장 결투   | 2018년 2월 7일   | 0.3%                |
| 17회       | 카일의 특훈 루시를 위하여             | 2018년 2월 28일  | 0.7%                |
| 18회       | 샴기르의 침략자 우디의 반격           | 2018년 3월 7일   | 0.1%                |
| 19회       | 어둠의 조련사 의문의 폭주             | 2018년 3월 14일  | 0.3%                |
| 20회       | 엘리야를 찾아서 얀기로의 앙숙         | 2018년 3월 21일  | 0.3%                |
| 21화       | 우연한 만남 토비 박사의 습격          | 2018년 3월 28일  | 0.7%                |
| 22화       | 데스티의 음모 강철의 기계 카키 군단   | 2018년 4월 4일   | 0.4%                |
| 23화       | 악당의 소굴 또 다른 기계 펫           | 2018년 4월 11일  | 0.5%                |
| 24화       | 칠흑의 동굴 루시의 기억               | 2018년 4월 18일  | 0.3%                |
| 25화       | 전설의 기계 펫 사라진 희망            | 2018년 4월 25일  | 0.4%                |
| 최종화(26) | 최후의 결전 정령의 가호               | 2018년 5월 2일   | 0.7%                |

## 결방
- 2018년 14/21일: 2018 평창 동계 올림픽의 중계방송으로 인해 결방했다.